# Markov-kæde
En Markov-kæde er inden for matematikken en tidsdiskret stokastisk proces, der beskriver en talfølge af mulige begivenheder, hvor sandsynligheden af hver begivenhed udelukkende afhænger af det, som bliver opnået ved den foregående begivenhed. Processen har således med Markovegenskaber, hvilket vil sige, at processens forløb kan bestemmes ud fra dens nuværende tilstand uden kendskab til tidligere tilstande.
En Markov-kæde som er tidskontinuerlig kaldes en Markovproces.